# 张晓爱
张晓爱（1946年—），女，江西南丰人，中国传媒工作者，北京电视台原总编辑，中国电视艺术家协会副主席、顾问。